# Ligne 3 du tramway de Bâle
Pour les articles homonymes, voir Ligne 3.
La ligne 3 du tramway de Bâle est une des treize lignes du tramway de Bâle. Elle relie la station Gare de Saint-Louis, en France, à la station Birsfelden Hard. Elle est composée de 25 stations réparties sur 9,5 kilomètres, dont deux des trois portes historiques de la ville : Spalentor et St. Albans-Tor.

## Histoire
En 1897, la troisième ligne du tramway de Bâle est ouverte entre Burgfelderplatz à Bâle et Birsfelden Schulstrasse. Sur les onze lignes de tramway modernes, c'est celle qui a vécu le moins de changements. En raison de l'expansion de la ville de Bâle, la ligne fut prolongée en 1930 et 1932 pour la limiter à Burgfelden Birsfelden. Dans les années 1950, un changement pour le mode bus a été pris en considération, mais celui-ci a échoué à se matérialiser.

### Section en France (2017)

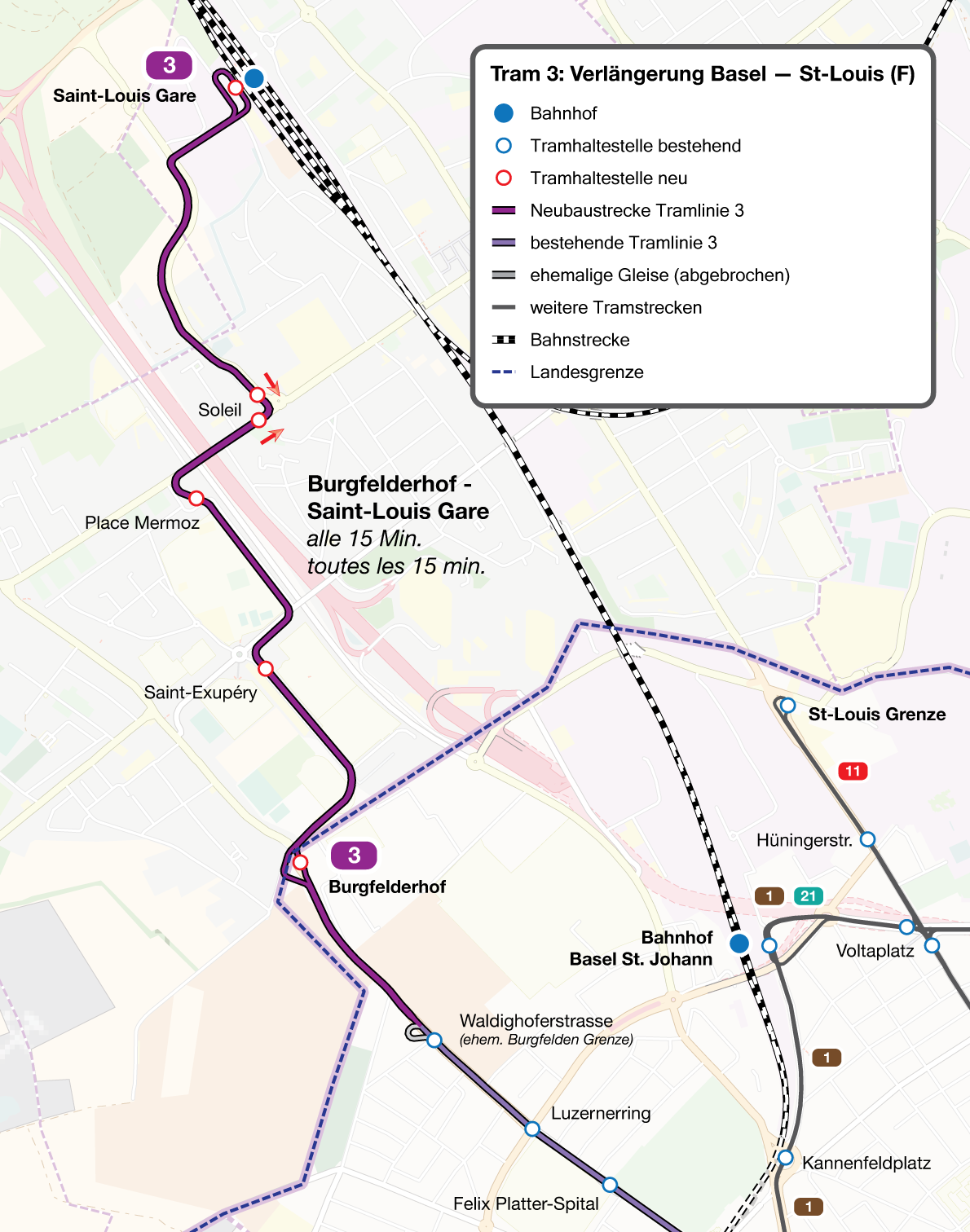
Tracé géographique de l'extension.

La ligne 3 du tramway a été prolongée en décembre 2017 de Burgfelderhof jusqu'à la gare de Saint-Louis en France, où est implanté un parking relais. L’enquête publique relative à cette extension côté français s’est déroulée de mi-octobre à mi-novembre 2014, suivie par la « Planauflage » côté suisse, de novembre à décembre 2014. Les deux enquêtes ont reçu un avis favorable. Le démarrage des travaux de déviation des réseaux a eu lieu en avril 2015 côté français. Le terminus actuel a été supprimé et remplacé par une nouvelle station Burgfelderhof située 500 mètres plus au nord au niveau de la frontière franco-suisse. La section française compte quatre nouvelles stations.
Le coût total pour le prolongement de la ligne de tram 3 s’élève à environ 87 millions de francs suisses (chiffres 2017), 35 millions pour la partie suisse et 54 millions pour la partie française. La Confédération suisse participe à hauteur d'environ 35 % du coût total. Le département du Haut-Rhin a participé au financement des travaux d'extension à hauteur de 3,5 M€.
Les premiers essais se sont déroulés le 2 août 2017. La mise en service commerciale a été réalisée le 9 décembre 2017.

## Prolongement
La ligne pourrait être ultérieurement prolongée en deux phases : tout d'abord de 800 mètres à l'horizon 2021 jusqu'au Centre commercial et de loisirs qui va être construit sur le Technoport à Saint-Louis, puis jusqu'à l'aéroport de Bâle-Mulhouse-Fribourg à l'horizon 2030.

## Les arrêts de la ligne 3 du tramway

Plan de la ligne.

|  |   |  | Stations             | Lat/Long                         | Communes desservies | Correspondances             |
|  | - |  | -------------------- | -------------------------------- | ------------------- | --------------------------- |
|  | ■ |  | Saint-Louis Gare P+R | 47° 35′ 22,6″ N, 7° 33′ 16,8″ E  | Saint-Louis         | S1 - TER Grand Est, TER 200 |
|  | • |  | Soleil               | 47° 34′ 59,6″ N, 7° 33′ 19″ E    | Saint-Louis         |                             |
|  | • |  | Place Mermoz         | 47° 34′ 50,3″ N, 7° 33′ 11,6″ E  | Saint-Louis         |                             |
|  | • |  | Saint-Exupéry        | 47° 34′ 36″ N, 7° 33′ 21″ E      | Saint-Louis         |                             |
|  | • |  | Burgfelderhof        | 47° 34′ 05,9″ N, 7° 33′ 40,8″ E  | Bâle                |                             |
|  | • |  | Waldighoferstrasse   | 47° 34′ 05,9″ N, 7° 33′ 40,8″ E  | Bâle                |                             |
|  | • |  | Luzernerring         | 47° 33′ 58″ N, 7° 33′ 55″ E      | Bâle                |                             |
|  | • |  | Felix-Platter-Spital | 47° 33′ 54,3″ N, 7° 34′ 02,4″ E  | Bâle                |                             |
|  | • |  | Strassburgerallee    | 47° 33′ 48,9″ N, 7° 34′ 14″ E    | Bâle                |                             |
|  | • |  | Burgfelderplatz      | 47° 33′ 43,9″ N, 7° 34′ 24,3″ E  | Bâle                | 1                           |
|  | • |  | Pilgerstrasse        | 47° 33′ 35,9″ N, 7° 34′ 38,4″ E  | Bâle                |                             |
|  | • |  | Spalentor            | 47° 33′ 29,2″ N, 7° 34′ 53,2″ E  | Bâle                |                             |
|  | • |  | Universität          | 47° 33′ 25,5″ N, 7° 35′ 01,3″ E  | Bâle                |                             |
|  | • |  | Musikakademie        | 47° 33′ 19,9″ N, 7° 35′ 13,2″ E  | Bâle                |                             |
|  | • |  | Barfüsserplatz       | 47° 33′ 15″ N, 7° 35′ 19″ E      | Bâle                | 6 8 11 14 15 16 17          |
|  | • |  | Bankverein           | 47° 33′ 11,7″ N, 7° 35′ 33,4″ E  | Bâle                | 1 2 8 10 11 E11 14 15       |
|  | • |  | Aeschenplatz         | 47° 33′ 05,9″ N, 7° 35′ 44,5″ E  | Bâle                | 8 10 11 E11 14 15           |
|  | • |  | Hardstrasse          | 47° 33′ 08,5″ N, 7° 36′ 01,7″ E  | Bâle                | 14                          |
|  | • |  | St. Alban-Tor        | 47° 33′ 09,7″ N, 7° 36′ 16,1″ E  | Bâle                |                             |
|  | • |  | Waldenburgerstrasse  | 47° 33′ 14,9″ N, 7° 36′ 35,8″ E  | Bâle                |                             |
|  | • |  | Breite               | 47° 33′ 20,1″ N, 7° 36′ 52,1″ E  | Bâle                |                             |
|  | • |  | Bären                | 47° 33′ 16,3″ N, 7° 37′ 08,9″ E  | Birsfelden          |                             |
|  | • |  | Schulstrasse         | 47° 33′ 11,4″ N, 7° 37′ 19,3″ E  | Birsfelden          |                             |
|  | • |  | Salinenstrasse       | 47° 32′ 57″ N, 7° 37′ 36″ E      | Birsfelden          |                             |
|  | ■ |  | Birsfelden Hard      | 47° 32′ 54,8″ N, 7° 37′ 47,56″ E | Birsfelden          |                             |